# 纳迪娅·科马内奇
納迪婭·埃列娜·科马内奇（羅馬尼亞語：Nadia Elena Comăneci，1961年11月12日—），羅馬尼亞女子體操运动员，现居住在美国。她贏得過五面奧運金牌，並且是第一位在奧運體操項目中獲得滿分10分的人。国际媒体纷纷选她为20世紀最偉大運動員之一，以及有史以來最偉大的體操員之一，她亦有「體操皇后」的美譽。
科马内奇不只体操杰出，更是才貌双全。在每天12小时体操锻炼、4小时学校学习的紧凑时间中，仍成功掌握5种語文（罗马尼亚文、英文、西文、法文、義大利文）和各种知识。

## 生平
科马内奇出生於羅馬尼亞的乔治·乔治乌-德治市（今奧內什蒂），父親為喬治·科马内奇，母親為史黛芬妮亞-亞麗珊黛里娜·科马内奇。她的名字納迪婭（Nadia）是來自一部俄國電影中女主角的名字「Nadezhda」（希望）。

### 体操生涯
作为其家鄉隊伍的一員，她於1970年開始在羅馬尼亞參加全國性比賽。不久她接受了卡羅伊·貝拉(Károlyi Béla)和其妻子瑪爾塔(Márta)這兩位教練的訓練（這兩人後來潛逃到美國，成為許多偉大美國體操員的教練）。科马内奇第一次的主要成功是在她13歲時參加舉辦於挪威史基恩（Skien）的1975年歐洲冠軍賽上，獲得了三面金牌與一面銀牌。在1975年蒙特利爾奧運的热身賽上，科马内奇獲得了全能冠军。同一年美聯社將她評選為「年度運動員」。
1976年，在14岁的时候，科马内奇成了蒙特利尔夏季奥运上的明星。她不仅成为在奥运上第一个获得满分10分的运动员，更赢得了3块金牌（个人全能、平衡木和高低杠）、1块银牌（团体全能）和一块铜牌（自由体操）。回国后她被授予“社会主义劳动英雄”的称号，是罗马尼亚获得此称号中最年轻的。1976年8月科马内奇在同个星期登上国际最著名杂志《时代》、《新闻周刊》和《体育画报》封面，成为世界上至今唯一获得如此荣耀的人。
1977年，科马内奇成功卫冕欧洲全能冠军，但罗马尼亚体操队为了抗议决赛中評分不公，退出了比赛。1979年科马内奇三次蝉联欧洲锦标赛全能冠军（1975、1977和1979年），成为欧洲锦标赛历史上第一位三度蝉联欧洲锦标赛全能冠军的人。
1978年世界锦标赛的时候，科马内奇显得超重而且身形走樣。她在高低杠上失手，仅获得第四名，但仍蝉联了平衡木的金牌。1979年，恢复苗条体形的科马内奇第三次蝉联欧洲全能冠军称号（他是第一个三连冠的体操运动员）。在12月的世界锦标赛上，科马内奇完成规定动作后，由于金属带扣划伤造成败血症而被迫住院。她不顾医嘱冒着生命危险，出院参加平衡木比赛，获得了9.95分。这届世锦赛，罗马尼亚获得了第一块团体金牌。
1980年，科马内奇参加莫斯科夏季奥运，此时18岁的她已经长成身高1.61米的成熟少女。但是对于体操运动员来说，18岁已经过了最黄金的年龄。在女子个人全能决赛中，科马内奇在她四年前曾经取得过满分的高低杠比赛中出现了严重失误。在最后一项平衡木的比赛中，科马内奇必须获得9.95分才能成功卫冕女子个人全能冠军，当科马内奇结束比赛后，裁判在評分时激烈争论了半个多小时。9.85分，最后东道主选手叶莲娜·达维多娃获得了女子个人全能冠军，而科马内奇屈居第二。科马内奇卫冕了平衡木冠军，自由体操获得并列第一，成为当时体操项目最多金牌奖的得奖者。罗马尼亚队获得第二。
科马内奇最后的比赛是1981年在布加勒斯特举办的国际大学生运动会，她获得5块金牌。1984年5月科马内奇正式宣布退役，国际奥委会主席萨马兰奇亲自出席并授予她奥运理事会最高荣誉——奥林匹克银质勋章。科马内奇是荣获这个荣誉最年青的得奖人。

### 退役生活
退役后科马内奇进入布加勒斯特体育学院学习，毕业后担任罗马尼亚国家体操队的教练。1989年11月，科马内奇经由匈牙利逃亡到美国。1994年她與美国运动员巴特·康納（Bart Conner）订婚。同年她在投奔美国后第一次回到罗马尼亚受到总统和人民的夹道欢迎。科马内奇和康纳于1996年四月在罗马尼亚成婚。
1989年11月，科马内奇离开罗马尼亚移居美国。科马内奇在1961年11月12日，和1976年7月18日第一次创下奥运史上第一个十分满分的日期和1989年11月28日到美国的日期都成为世界大事记的重要日子。
1999年，联合国发起2,000国际志愿者年，科马内奇成为第一个应邀在联合国发表演讲的运动员。她现在正忙于世界范围内的体操和慈善事业。她和丈夫开设了Bart Conner体操学院、“完美十分”以及另外几家体育器材公司。她还是《国际体操选手杂志》（International Gymnast Magazine）的编辑。
2001年6月29日，她成为美国的公民。她同时拥有罗马尼亚与美国两国公民身份。科马内奇也是罗马尼亚政府委任的体育大使，拥有大使特权国际护照。
2003年，她的第一本书，《给青年体操运动员的信》出版了。科马内奇在布加勒斯特筹募一家儿童诊疗所，帮助罗马尼亚的孤儿与贫困儿童。
2006年6月3日，她和巴特·康納的第一个孩子帝伦·保罗·康纳（Dylan Paul Conner）出生。
2007年科马内奇宣布成立“科马内奇基金会”协助罗马尼亚儿童与妇女慈善基金。

## 荣誉
科马内奇是国际特殊奥委会的副主席、罗马尼亚体操联合会名誉主席、罗马尼亚奥委会名誉主席、罗马尼亚体育大使、国际肌营养不良症联合会副主席以及国际体操联合会委员。2004年国际奥委会主席罗格亲自授予科马内奇奥林匹克银质勋章，使科马内奇成为世界上唯一两度荣获奥林匹克银质勋章的人物。
1996年获选奥运百年来最伟大的女运动员。1999年11月，科马内奇获20世纪最高体育大奖——最佳运动员，这一荣誉被称为国际体育奥斯卡金像奖。
2000年国际体操联委会评科马内奇为20世纪最有声望的体操运动员。2005年科马内奇被Forbes.com选为150年运动历史中最伟大的女子运动员。
2007年科马内奇的7个十分满分被列为永恒的最多次十分满分的世界记录，因为体操分数已经没有这个十分满分的局限了，而科马内奇的14岁全能冠军也成为永恒的最年轻全能冠军的世界记录，因为现在最年轻的成年組別竞赛体操选手已经被限制为16岁（在賽事舉行之曆年滿16歲）。
2007年科马内奇荣获罗马尼亚人民与媒体选为全国最值得信任的人物。
2008年上海特殊奥运时，科马内奇荣获“特奥精神奖——运动员”的荣誉。

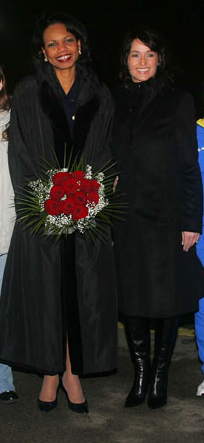
科马内奇和康多莉扎·賴斯。

## 其他
日本搞笑藝人北野武的招牌动作叫（读音是Komanechi），1980年代在日本爆红，语源即来自科马内奇。北野武只是觉得她的名字用日语念出来很有意思，于是加上了双手比划的动作，意指体操高叉裤。

## 外部連結
- 巴勒与纳迪娅官方網站 （页面存档备份，存于）
- 纳迪娅科马内奇基金会官方網站
- 科马内奇網站 （页面存档备份，存于）
- 科馬內奇仍然為其1976年的表現感到驚奇 （页面存档备份，存于）（《運動畫刊》網站的文章）